# Uncorbinia brevibranchiata
Uncorbinia brevibranchiata är en ringmaskart som beskrevs av Hartmann-Schröder 1979. Uncorbinia brevibranchiata ingår i släktet Uncorbinia och familjen Orbiniidae. Inga underarter finns listade i Catalogue of Life.